# Smidtia laeta
Smidtia laeta là một loài ruồi trong họ Tachinidae.